# Живот радника
Живот радника је југословенски филм из 1987. године, који је режирао Мирослав Мандић, а сценарио су писали Емир Кустурица и Мирослав Мандић.

## Радња
Муса је целог живота био изузетан радник. У послератно доба је био и ударник о чему су писале новине. Времена су се изменила а са њима и положај радника-ударника. Након кратког штрајка у његовој фабрици он више не може да се врати на посао. Његов лични слом портретисан је на позадини уобичајене свакодневнице малог босанског града и других животних прича, пре свега његове жене, сина, кћери и најближих пријатеља.

## Улоге
| Глумац                | Улога           |
| --------------------- | --------------- |
| Истреф Беголи         | Муса Соколовић  |
| Мира Бањац            | Зилха Соколовић |
| Емир Хаџихафизбеговић | Сеад            |
| Аница Добра           | Мирјана         |
| Боро Стјепановић      |                 |
| Драган Максимовић     | Фарук           |
| Звонко Лепетић        |                 |
| Младен Азиновић       |                 |
| Божидар Буњевац       |                 |
| Харис Бурина          |                 |
| Недељко Церовина      |                 |
| Јелена Човић          |                 |
| Томислав Гелић        |                 |
| Сенада Хаџимехановић  |                 |
| Стеван Михајловић     |                 |
| Славица Нажаловић     |                 |
| Младен Нелевић        |                 |
| Жељко Нинчић          |                 |
| Саша Петровић         |                 |
| Здравко Рајчиновић    |                 |
| Жељко Стјепановић     |                 |
| Андријана Виденовић   |                 |

## Награде
Филм је освојио Гран При 1988. године у Страсбургу на Фестивалу европског филма.